# Lasioglossum tamburinei
Lasioglossum tamburinei är en biart som först beskrevs av Heinrich Friese 1917.  Lasioglossum tamburinei ingår i släktet smalbin, och familjen vägbin. Inga underarter finns listade i Catalogue of Life.

## Bildgalleri

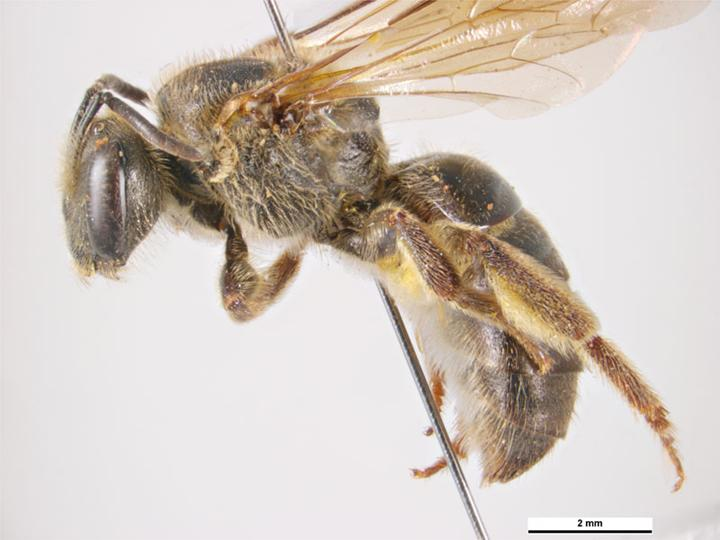
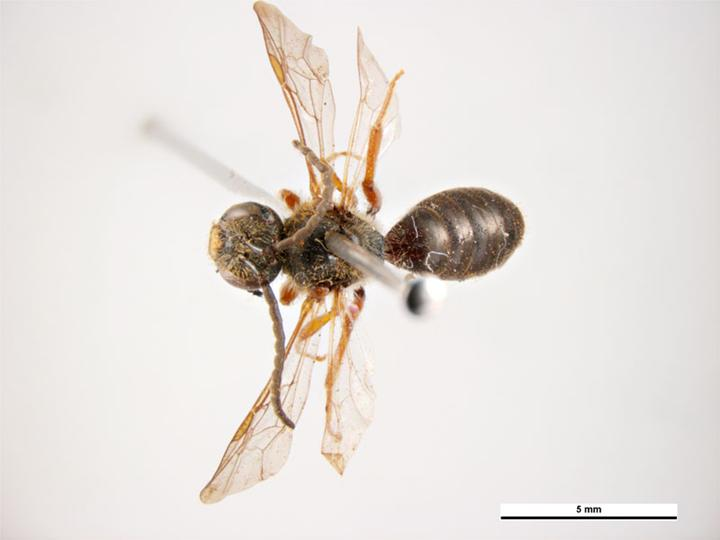